# Guindulman
Guindulman (Bayan ng Guindulman) är en kommun i Filippinerna. Kommunen tillhör provinsen Bohol och ligger på ön med samma namn. Folkmängden uppgår till 29 166 invånare.

## Barangayer
Guindulman är indelat i 19 barangayer.
| - Basdio - Bato - Bayong - Biabas - Bulawan - Cabantian - Canhaway - Cansiwang - Casbu - Catungawan Sur | - Catungawan Norte - Guinacot - Guio-ang - Lombog - Mayuga - Sawang (Pob.) - Tabajan (Pob.) - Tabunok - Trinidad |

## Bildgalleri

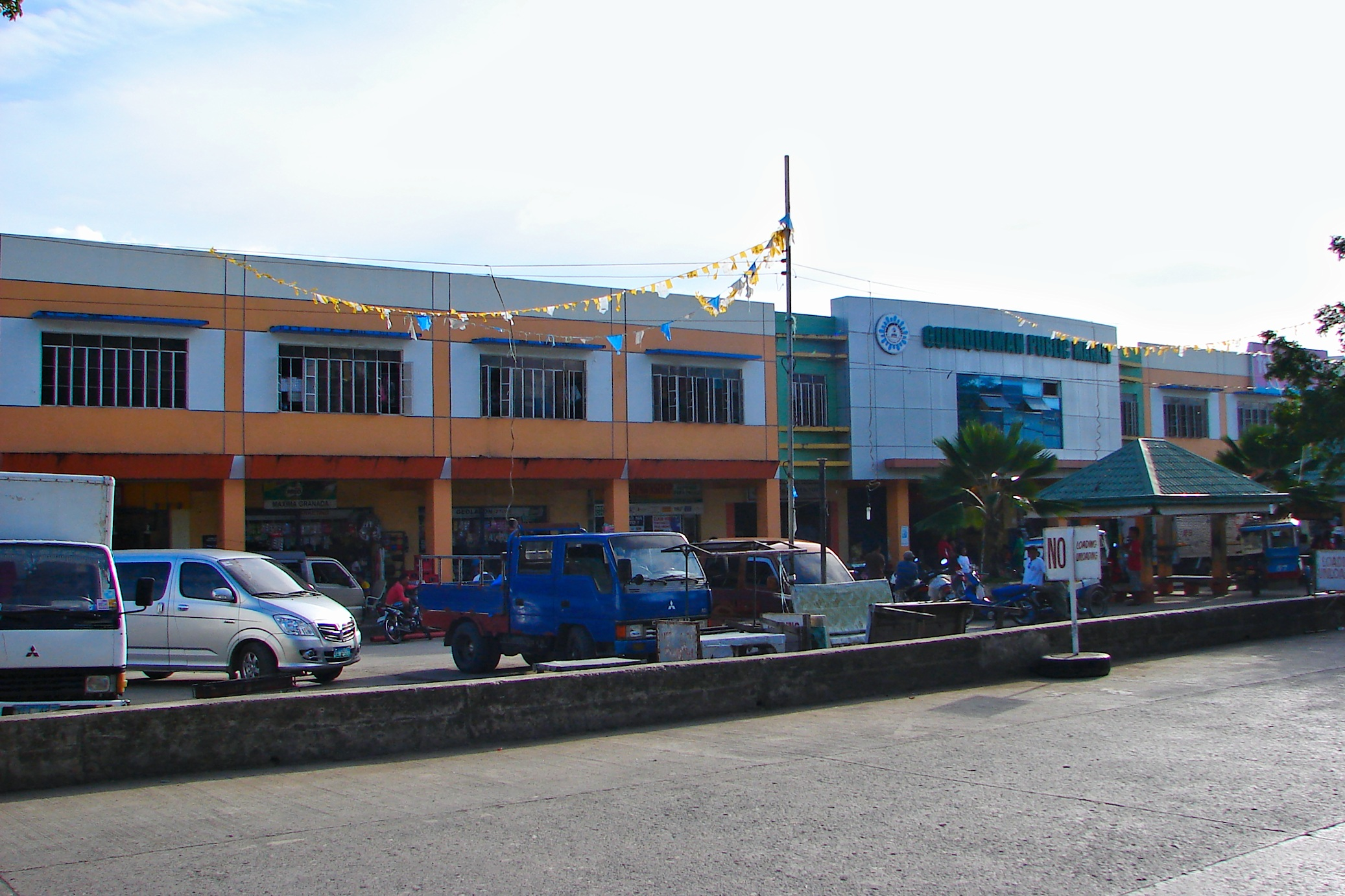
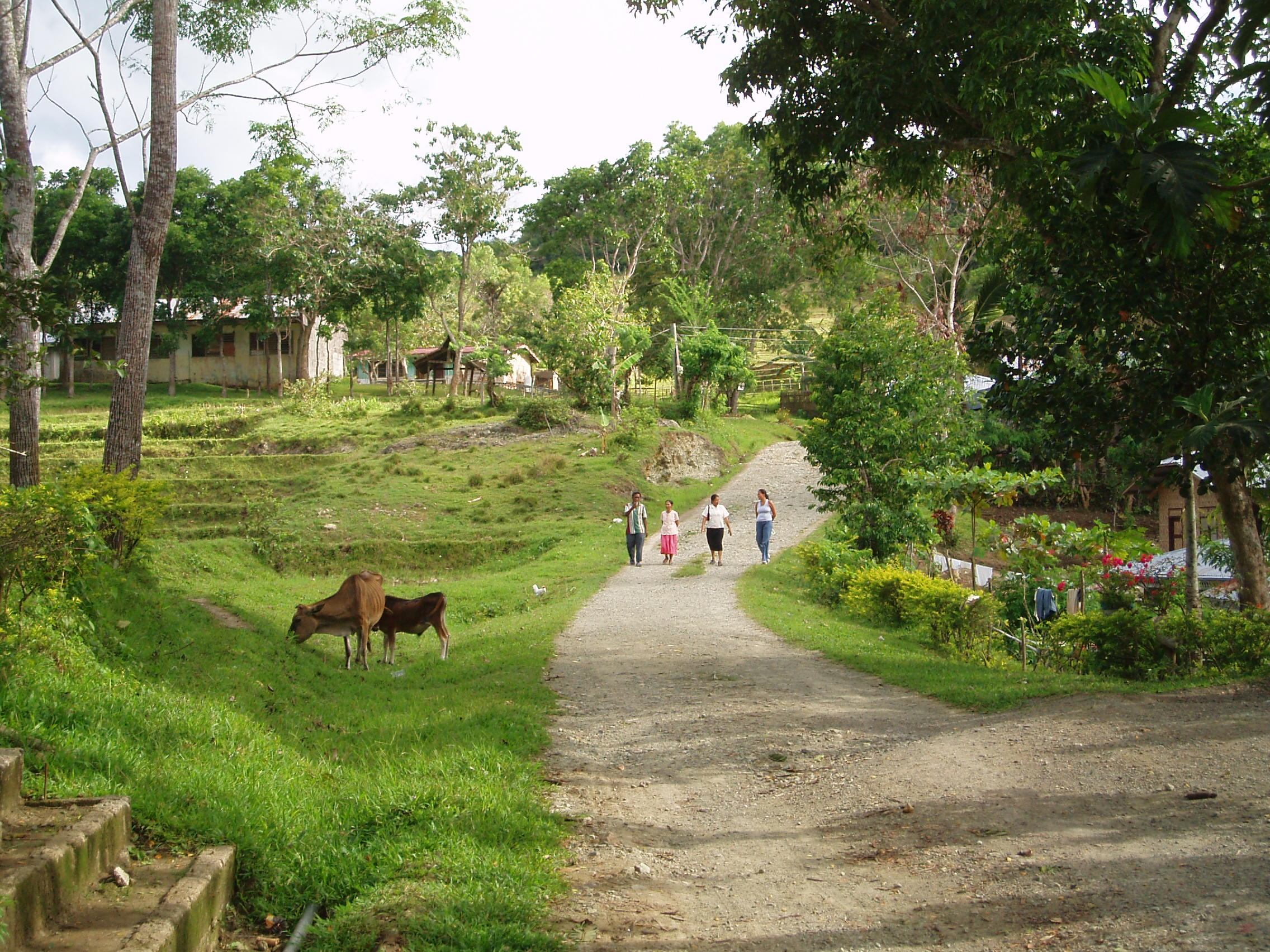